# Cleyrac
Cleyrac település Franciaországban, Gironde megyében. Lakosainak száma 150 fő (2022. január 1.). Cleyrac Mauriac, Cazaugitat, Blasimon, Caumont és Sauveterre-de-Guyenne községekkel határos.

## Népesség
A település népességének változása:
| Lakosok száma | 156  | 124  | 143  | 144  | 156  | 160  | 160  | 155  | 153  | 150  |
|               | 1968 | 1982 | 1990 | 2006 | 2013 | 2015 | 2017 | 2019 | 2020 | 2022 |